# James Brown (cycliste)
Pour les articles homonymes, voir Brown et James Brown (homonymie).
James Brown  (né le 8 octobre 1964) est un cycliste paralympique originaire d'Irlande du Nord qui concouru pour la Grande-Bretagne, l'Irlande et l'Irlande du Nord. Atteint par une déficience visuelle, il participe à cinq Jeux paralympiques dans divers sports. Il remporte deux médailles d'or aux Jeux paralympiques d'été de 1984 en athlétisme et une médaille de bronze aux Jeux paralympiques d'été de 2012 en contre la montre sur route avec le pilote voyant Damien Shaw. 

## Carrière paralympique
James Brown, victime de déficience visuelle depuis sa naissance commence le vélo à l'âge de cinq ans et la course à l'âge de 13 ans alors qu'il fréquentait le Collège National Royal pour Aveugles. Après avoir suivi des cours de ski, il rejoint l’équipe paralympique britannique pour les championnats du monde de ski alpin pour handicapés de 1982. Il travaille ensuite au Collège National Royal pour Aveugles en tant que guide bénévole, notamment aux World Youth Games for the Disabled .  
Aux Jeux paralympiques d'été de 1984 à New York, Brown remporte deux médailles d'or en athlétisme pour la Grande-Bretagne aux 800 et 1500 mètres. Il participe par la suite à plusieurs autres éditions des Jeux paralympiques d’été et d’hiver notamment en ski de fond et le biathlon.  
Brown prévoyait de participer aux Jeux paralympiques de 2008 en tant que cycliste, mais rata les jeux à cause d'une blessure. L'année suivante, il rejoint l'équipe irlandaise et commence son partenariat avec le pilote voyant Damien Shaw en 2011. Aux Jeux paralympiques de 2012, Brown et Shaw remportent une médaille de bronze à la « course contre la montre hommes B ». Les deux hommes terminent également quatrièmes en « poursuite individuelle masculine B » et neuvièmes dans le « contre-la-montre masculin de 1 km B». 
Il représenta l'Irlande du Nord aux Jeux du Commonwealth de 2014, en partenariat avec Dave Readle dans le tandem printanier B et le contre-la-montre tandem masculin B, terminant cinquième dans les deux compétitions. Brown est interdit de compétition de 2016 à 2018 par Sport Ireland et Cycling Ireland pour violation des règles antidopage, ce qu'il confesse. 

## Vie privée
James Brown né à Portaferry (Irlande du Nord) en 1964 ou 1965. Il prend sa retraite sportive en 2015 et rejoint Mobiloo, une entreprise sociale qui vise à fournir des toilettes portables accessibles aux personnes à mobilité réduite.   

## Engagement avec Extinction Rebellion
Il participe à plusieurs manifestations de Extinction Rebellion et est arrêté à plusieurs reprises pour désobéissance civile non violente.  Le 10 octobre 2019, il monte sur le toit du fuselage d'un avion de British Airways à l'aéroport de Londres City dans le cadre de la prise de contrôle de l'aéroport par Extinction Rebellion,. Brown cita sa fille comme inspiration de son activisme contre le changement climatique.  